# Antoni Bukowski (kasztelan)
Antoni Bukowski z Bukowa, herbu Ossorya, (zm. ok. 1780) – stolnik sanocki, (1776) kasztelan sanocki (w 1761) i poseł (1764) na sejm.
Jego matką była Jadwiga Odrzywolska, a ojcem  został Jerzy  Bukowski (kasztelan).
Miał trzy siostry, m.in. Łaszewską - cześnikowa sanocka, drugą, która  poślubiła Rudzkiego, a trzecia została panną, oraz dwóch braci; Michała Bukowskiego - stolnika i podkomorzego sanockiego, posła, i Franciszka Bukowskiego - stolnika sanockiego, posła  (1764) r.
Dwaj młodsi; Michał i Franciszek otrzymali tytuł hrabiowski austriacki od cesarza Józefa II w 1764 r.
Ożenił się prawdopodobnie z Anną Glinką córką posła Mikołaja Glinki.
W 1761 r. był kasztelanem sanockim. Zmarł ok. 1780 r.

## Źródła
- Kasper Niesiecki, Herbarz polski Kaspra Niesieckiego S.J. s. 308